# Daniel Holmes
Pour les articles homonymes, voir Holmes.
Daniel Holmes, souvent appelé Danny Holmes (né le 6 janvier 1989 à Birkenhead), est un footballeur anglais évoluant au poste de défenseur. Il est actuellement sous contrat avec le Connah's Quay Nomads.
Il est champion du pays de Galles 2009-2010.
Il est le frère de Tommy Holmes.

## Carrière
Après deux saisons au club gallois des  New Saints où il remporte un championnat et deux coupes de la Ligue, il est laissé libre en mai 2011. Le 27 juin 2011, il s'engage pour une saison dans le club des Tranmere Rovers, son club formateur.

## Compétitions européennes
Il fait ses débuts en Ligue des champions le 2 juillet 2009 à l'occasion de la rencontre Fram Reykjavík-TNS (défaite 1-2).

## Palmarès

### En club
The New Saints
- Championnat
  - Vainqueur : 2010.
- Coupe de la Ligue
  - Vainqueur : 2010, 2011.

### Distinction personnelle
- Figure dans l'équipe type de la saison 2010-2011 en Welsh Premier League[4].

## Statistiques
| Saison      | Club            | Pays                 | Championnat        | Coupes nationales | Coupes européennes            |
| ----------- | --------------- | -------------------- | ------------------ | ----------------- | ----------------------------- |
| 2009 - 2010 | The New Saints  | Welsh Premier League | 32 matchs          | 11 matchs         | 2 matchs (C3)                 |
| 2010 - 2011 | The New Saints  | Welsh Premier League | 23 matchs / 2 buts | 4 matchs / 1 but  | 4 matchs (C1) + 2 matchs (C3) |
| 2011 - 2012 | Tranmere Rovers | League One (D3)      | -                  | -                 | -                             |

Dernière mise à jour le 27 juin 2011